# Голям чардак
Голям чардак е село в Южна България. Намира се в община Съединение, област Пловдив.

## География
Намира се в Горнотракийската низина, в долината на река Пясъчник. Климатът е преходноконтинентален, а почвите са плодородни и богати на хумус.

## История
До 1878 година името на селото е Български чардак.
Според свидетелства на посетили селото през 1861 година американски мисионери, той има 400 жители българи, като се отбелязва голямата им бедност. Селото има свой представител на Оборищенското събрание (1876), а негови жители взимат участие в Априлското въстание. От старото село стои само кръстът на старата църква Св. Никола. Новата църква Св. Петка е построена през 1850 г. Училището е построено от Стоил Кашилски. В Голям чардак е издигнат 20 метров пилон с кръст. На пилона вече се развява националното знаме с дължина 5 метра и ширина 3 метра, а през нощните часове се осветява от специално монтирани лампи. Починът на семейство Челибашки се посвещава на 100-годишнината от Балканската война, в която загиват 17 участника от Български чардак и е издигнат в съседство с паметника и паметните плочи с имената на загиналите за свободата на България.

## Транспорт
Улиците не са асфалтирани, с изключение Републикански път III-606 и пътят Голям чарак — Съединение. Съществува черен път към Царимир, който пресича без мост река Пясъчник.
Съществуват автобусни връзки към Пловдив.

## Обществени институции
ОУ „Христо Ботев“ (закрито през 2008 г.), читалище „Обзорник“ (за известно време носи името „Стоил Кашилски“), основано през 1927 г., паметник на Съветската армия, здравен участък, целодневна детска градина „Авлига“, водоскок, хоремаг, пивница „Синдбад“, църква „Света Петка“ (1850).

## Препитание
Зърно и зеленчукопроизводство, животновъдство. По-голямата част от населението разчита на пенсии, социални помощи и отчисления от местния кооператив.
В селото има фурна към кооператива. През 2009 г. къпалнята е преустроена на универсален магазин.
Недалеч от селото се намира радарна станция МРЛ5-IRIS към Изпълнителна агенция „Борба с Градушките‟.
В селото има цех за пластмасови изделия „ДБ Ппластмаса технология“ ЕООД.

## Език
Обичаен за селото е карловският говор. Думата „картоф‟ се използва само в единствено число, често се използват следните думи:
„балтия“, „бичкия“, „ваджия“, „галиба‟, „гачели“, „дали‟ (като „да‟ в отговор на „нали‟), „драгунка‟ „завана‟, „икиндия‟, „иклюк‟, „кина“ (късам), „кръпел‟ (сопа), „лани‟, „навартявам‟ (цапам), „налягам‟ (в основния ѝ смисъл), „нанка‟ (обръщение към дете), „омлатвам‟, „орталък‟, „постал‟, „сабале‟, „скаръщисвам‟, „сколасвам‟, „унука‟, „хортувам‟ и т.н. „Лук‟ и „чеснов лук‟ се използват за „чесън‟, за allium cepa се използва „кромид‟.

## Други
По улиците на селото няма означение за имената им и не е известно дали всички са наименовани. В интернет се срещат точни адреси на учреждения в Голям чардак, което показва, че все пак имена има, макар и да не се използват от местното население.
От 2008 г. в селото се извършва сметосъбиране и сметоизвозване.
- Закритото ОУ „Христо Ботев“
- Партизанска скулптура на централния площад
- Тракийска могила край селото